# Umietbajewo (rejon bajmacki)
Umietbajewo (ros. Уметбаево) – wieś (dieriewnia) w Rosji, w Baszkortostanie, w rejonie bajmackim. W 2010 liczyła 535 mieszkańców.